# Chiesa di San Sebastiano (Pieve Tesino)
La chiesa di San Sebastiano (anche conosciuta come chiesa dei Santi Fabiano e Sebastiano) è un luogo di culto di Pieve Tesino, in Trentino-Alto Adige.
La chiesa, risalente al 1479, si erge ad est dell'abitato sull'omonimo colle ed è dedicata ai santi Sebastiano e Fabiano.

## Storia
Un primo nucleo della chiesa venne edificato nel 1479 dagli abitanti di Pieve e Cinte Tesino per assolvere ad un voto di ringraziamento per lo scampato pericolo della peste bubbonica, che nel XV secolo risparmiò l'altopiano del Tesino. La scelta della posizione per l'edificazione della chiesa (un colle ad est dell'abitato di Pieve Tesino) non venne accettata dagli abitanti del vicino paese di Castello Tesino, che quindi, come ringraziamento per lo stesso voto, edificarono la propria chiesa di San Rocco. Questo primo edificio, già orientato ad est, era composto da un'unica aula rettangolare terminante in un presbiterio quadrato.
L'edificio venne ingrandito nel 1717 con il rifacimento e l'ampliamento della sagrestia; nel corso dello stesso secolo fu realizzato anche il dipinto ad olio su intonaco della navata. Tra il 1881 e il 1885 avvenne un'importante opera di ampliamento che interessò l'intera struttura ed anche il colle circostante. Risalgono a questi anni nuovi dipinti dell'interno, l'innalzamento del campanile con il nuovo tamburo ottagonale con cupola a cipolla e la sistemazione della via d'accesso con le adiacenti stazioni della via crucis. L'aspetto attuale della chiesa risale al restauro avvenuto tra il 1968 e il 1969.

## Descrizione

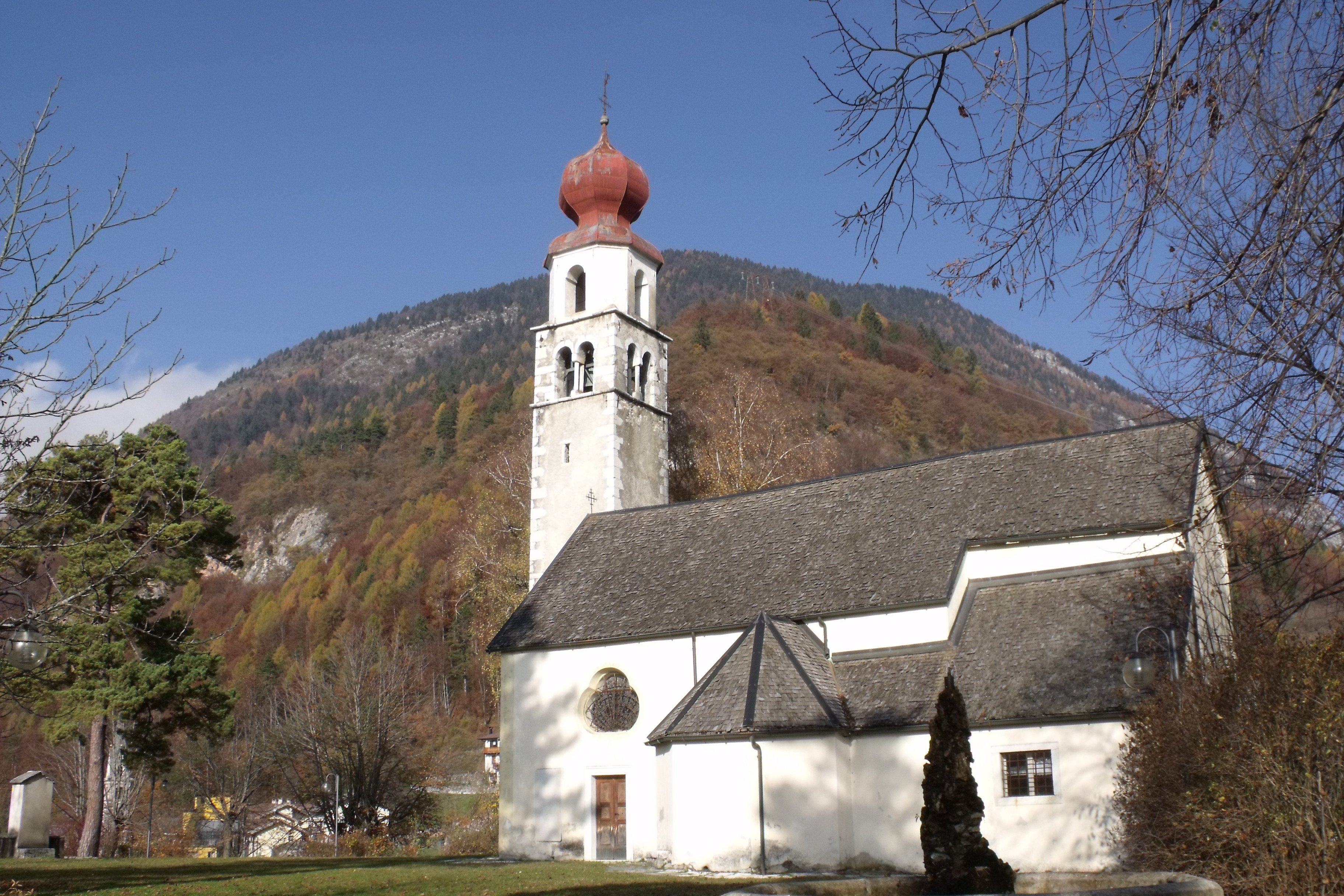
Vista laterale

### Esterno
Il viale d'ingresso che porta alla chiesa dalla base del colle è contornato da due statue risalenti al '700 e da capitelli delle stazioni della via crucis affrescate da Francesco Raffaele Chiletto.
La pianta della struttura è rettangolare con due cappelle laterali. La facciata è a capanna, al cui centro è presente un portale architravato sopra il quale c'è una finestra a centina rientrante, a sua volta sormontata da un'apertura ovale. A fianco della facciata è presente il campanile: esso è a base quadrangolare, è realizzato in pietrame rivestito di intonaco grezzo (eccetto per i conci angolari, che sono visibili) e presenta una cella campanaria forata a bifore.

### Interno
Stucco decorato e finto marmo decorano l'interno della chiesa. Le due cappelle laterali si aprono con due stili differenti: quella di sinistra con un'arcata a tutto sesto e quella a destra con un arco a sesto ribassato. Il pavimento è realizzato con mattonelle di cemento di colore bianco e nero.
All'interno sono conservate delle statue in legno risalenti al XV e al XVIII secolo, mentre nell'abside è presente un affresco sul quale si trovano dei graffiti lasciati dai pellegrini (i più vecchi dei quali sono del '400). La pala d'altare è opera di Orazio Gaigher, realizzata nel Novecento.